# Sèrie 800 de FGC
La sèrie 800 de Ferrocarrils de la Generalitat de Catalunya va estar formada per un únic tractor dièsel-hidràulic de maniobres, construït l'any 1961 i retirat del servei a principis dels anys 2000.

## Història

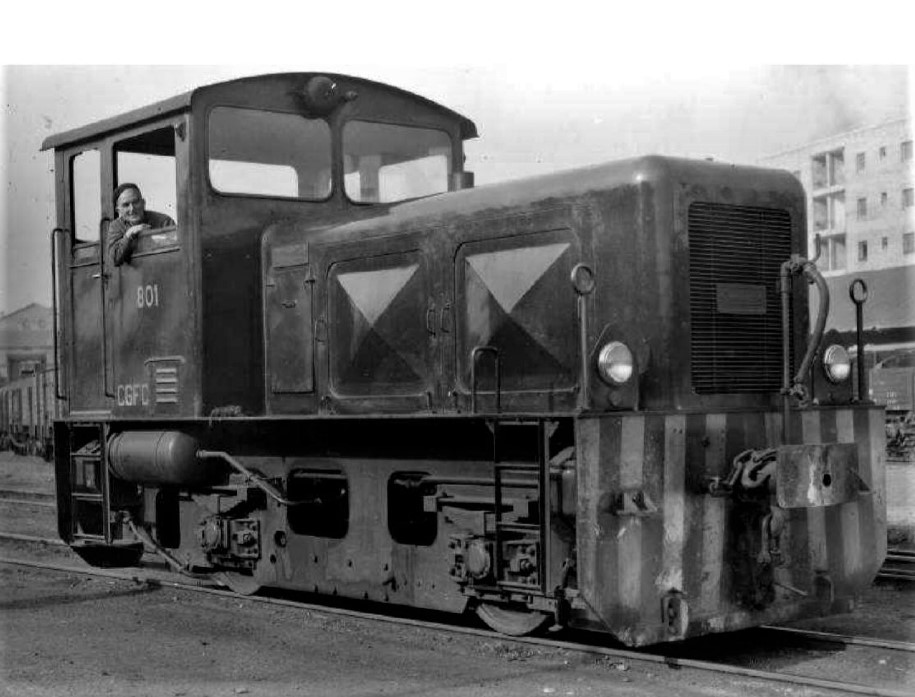
El tractor 801 en el color original blau fosc, a mitjans dels anys seixanta.

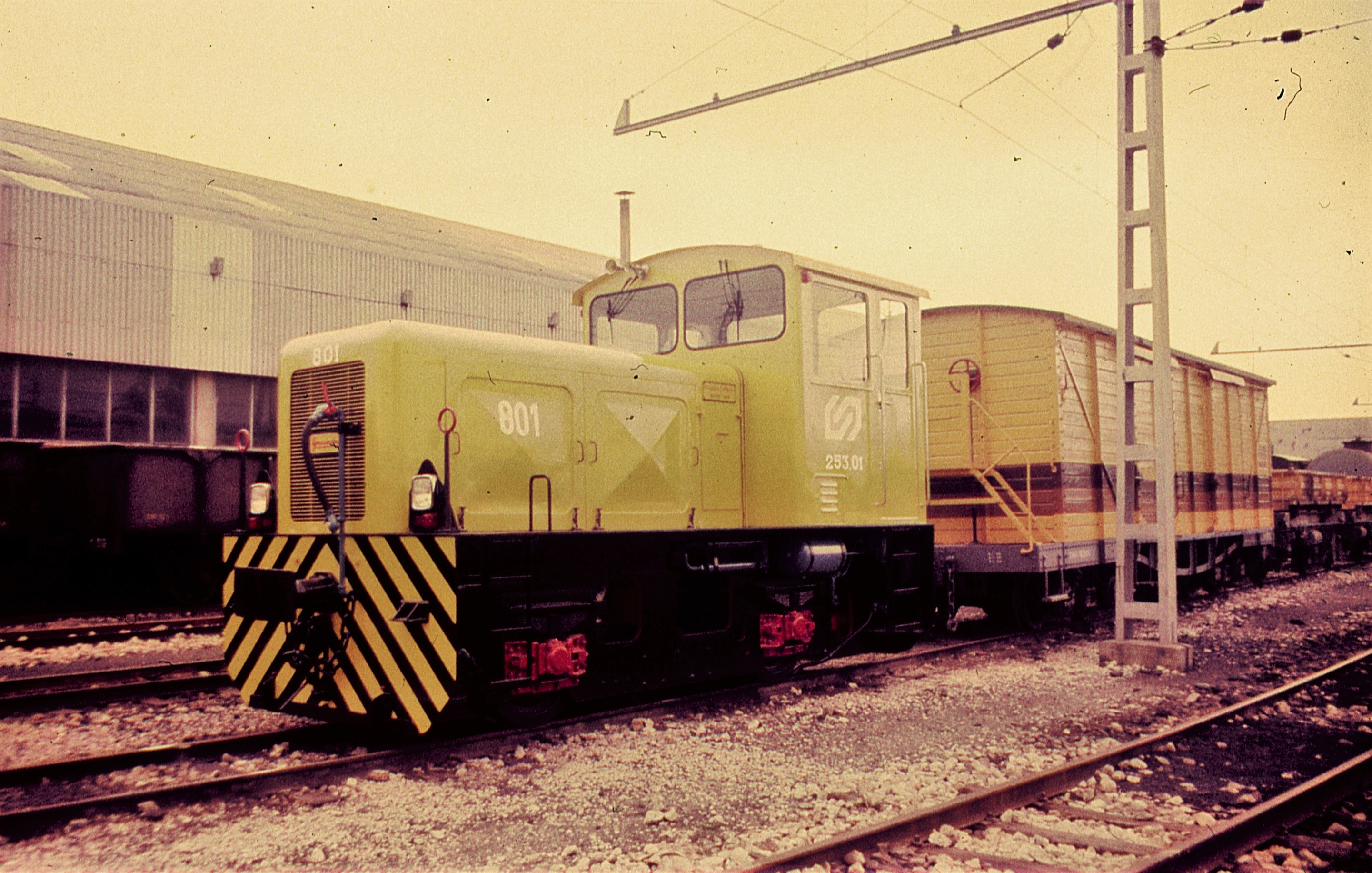
El tractor 801 al taller de Martorell Enllaç, l'any 1985.

Després de la posada en servei de les locomotores dièsel de la sèrie 700 a finals dels anys cinquanta el segle xx, la Compañía General de los Ferrocarriles Catalanes (CGFC) va decidir prosseguir amb la substitució de les antigues locomotores de vapor, en aquest cas les que feien serveis de maniobres. Un estudi fet per la companyia el 1956 destacava l'estalvi que aquestes suposarien respecte de les de vapor, tant en despeses de combustible (les de vapor havien d'estar enceses tot el dia, mentre que les dièsel només quan s'havien de fer servir), com de manteniment. Consultades diverses empreses constructores, es va decidir provar un model ofert per l'empresa constructora Metalúrgica de San Martín (MSM), de Barcelona. Es tractava d'un disseny alemany de l'empresa Gmeinder & Co GmbH, del qual MSM en tenia la llicència, i que va ser construït per primer cop el 1953. Gmeinder va fabricar diversos exemplars per ferrocarrils secundaris i industrials d'Alemanya.
Entre el 14 de maig i el 28 de juny de 1960, la CGFC va provar un tractor d'aquest tipus, fabricat per MSM per als Ferrocarriles y Transportes Suburbanos de Bilbao (FTS). Donat el bon resultat obtingut, la CGFC va signar el contracte per a la fabricació d'un tractor el 4 d'octubre de 1960. Va ser lliurat pel fabricant el 8 de febrer de 1962 (número de fàbrica 711), rebent el número 801 a la CGFC. Inicialment va ser pintat de color blau fosc, rebent posteriorment una franja groga en forma de ziga-zaga.
Des del principi i durant força anys va ser destinat a la realització de maniobres a les estacions de Magòria, Barcelona Port o Martorell Enllaç, entre d'altres.
Amb el traspàs de les línies de l'antiga CGFC, la locomotora es va incorporar al parc de Ferrocarrils de la Generalitat de Catalunya (FGC) quan es va crear aquesta empresa pública el 1979. L'any 1985, després de 23 anys de servei, es va enviar als Tallers Rocafort de Lleida per tal de fer-li una rehabilitació general i diverses petites modificacions. Va ser repintada en color groc, va rebre el número propi del sistema de FGC (253.01), complementant al número 801, i va quedar assignada al servei de vies i obres, per remolcar trens de manteniment de la infraestructura ferroviària.
Es va donar de baixa per al servei a principis dels anys 2000, essent preservat com a vehicle històric dins de la col·lecció catalogada per FGC (es va incorporar al catàleg de material històric per primera vegada el 1995). L'any 2010 es va cedir en ús a l'Associació d'Amics del Carrilet del Delta de l'Ebre,amb seu a Deltebre, en el marc del projecte de recuperació d'una part de l'antic Carrilet de Tortosa-La Cava amb finalitats turístiques. Poc després va ser repintat amb un esquema semblant al que tenia a l'època de la CGFC, però amb un color blau molt més clar.

## Característiques tècniques
El tractor 801 estava construït amb acer, amb un bastidor sobre el que es va muntar una cabina de conducció, i una capota on hi havia el motor i els altres elements tècnics. Disposava d'un motor dièsel de quatre temps, amb sis cilindres en línia, de 14.330 litres de cubicatge, fabricat per l'empresa alemanya Kaelble (model GN-130). Girava a entre 500 i 1.400 r.p.m. i oferia una potència màxima de 150 CV. La transmissió era hidràulica (tipus Diwabus C-33, fabricada per l'alemanya Voith), que transmetia la força de tracció als dos eixos motrius mitjançant cadenes (disposició d'eixos segons UIC: B). Disposava, a més, d'un compressor d'aire Knorr, per al frenat de la locomotora i del tren remolcat.
La velocitat màxima era de 30 km/h, i era capaç de remolcar fins a 100 tones de càrrega en via horitzontal, o 60 tones en via amb declivitat de 20 mil·lèsimes. La locomotora pesava 16 tones en buit, i 17 tones amb tots els aprovisionaments complets. No disposava ni de comandament múltiple, ni de sistemes de seguretat.
La cabina de conducció disposava d'un únic pupitre de conducció, situat pel costat de la capota, però amb alguns comandaments duplicats per tal de poder conduir des d'ambdós costats. Aquest pupitre disposava d'un comandament per a la connexió i desconnexió de la transmissió; un inversor; dos acceleradors interconnectats; tres capçals pel comandament del fre d'aire comprimit (dos per la locomotora i un pel tren); dos comandaments per les sorreres; i un volant per l'accionament del fre de mà. Completaven el pupitre diversos indicadors i interruptors, que van ser ampliats amb la reforma feta l'any 1985.